# Piatichatki (Charków)

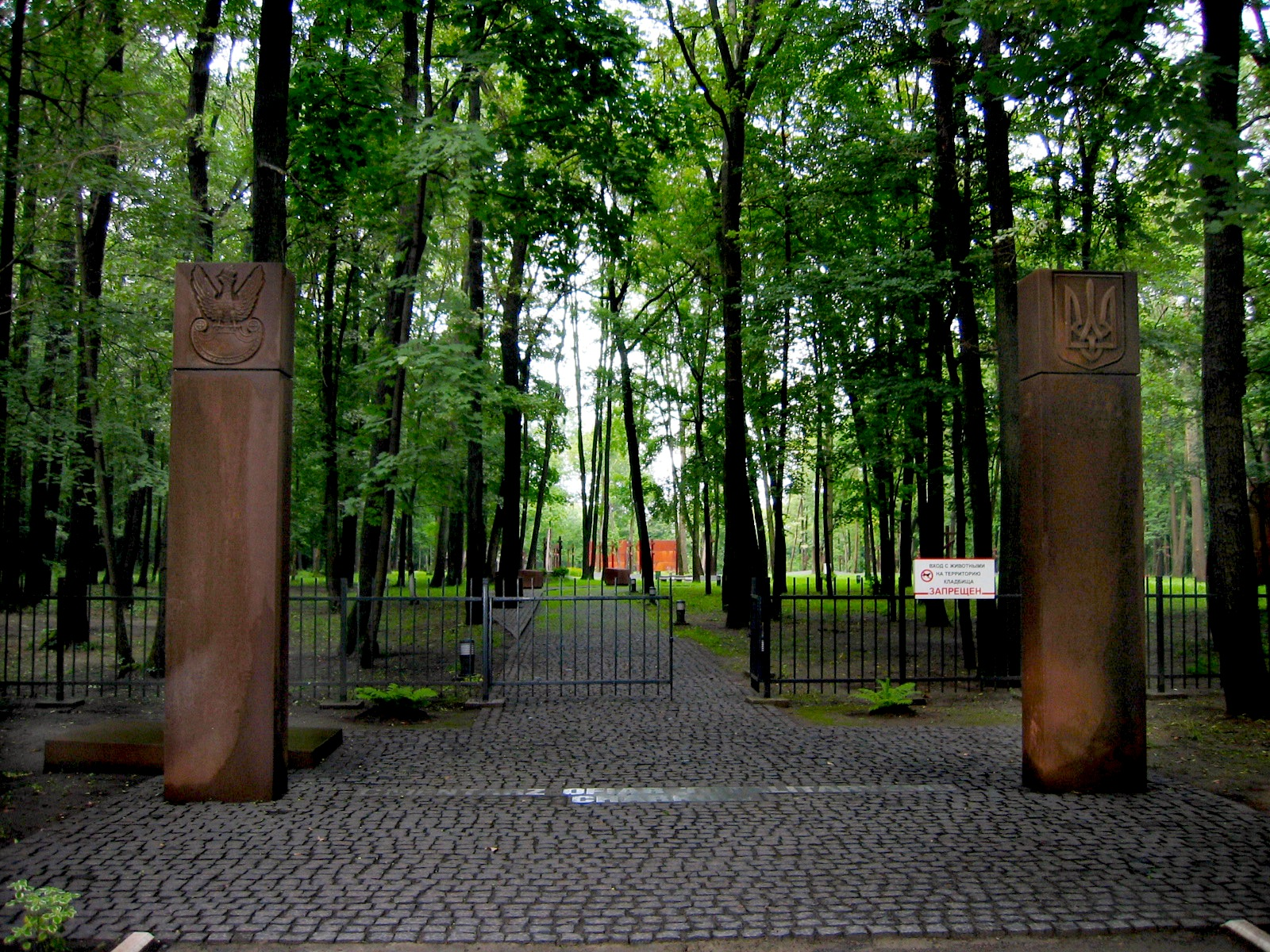
Wejście główne na Cmentarz Ofiar Totalitaryzmu w Charkowie

Piatichatki (ukr. П'ятихатки, ros. Пятихатки) – dawniej osada w pobliżu Charkowa, w pobliżu której rozciągał się lasek o tej samej nazwie, obecnie VI kwartał strefy leśno-parkowej Charkowa.

## Historia
W 1940 roku pogrzebano tu ofiary zbrodni katyńskiej – 3739 oficerów Wojska Polskiego, jeńców wojennych z obozu w Starobielsku rozstrzelanych przez NKWD w siedzibie Obwodowego Zarządu NKWD w Charkowie, położonego w centrum miasta. W latach 1991–1992 zeznania na temat tej zbrodni złożył przed prokuratorami rosyjskiej Głównej Prokuratury Wojskowej jeden z jej wykonawców, Mitrofan Wasiljewicz Syromiatnikow, w 1940 roku strażnik w więzieniu NKWD w Charkowie, który zajmował się m.in. wywożeniem zwłok do Piatichatek.
W 1991 roku przeprowadzono w Piatichatkach pierwszą wstępną ekshumację, której celem były tylko wstępne oględziny miejsca. Znaleziono wtedy 2 masowe groby, w których znajdowały się łącznie zwłoki ok. 320 oficerów Wojska Polskiego. We wrześniu 1994 roku władze zezwoliły na drugą ekshumacje, podczas której grupa archeologów pod kierunkiem profesora Andrzeja Koli wykonała odwierty próbne i oznaczyła dużą część grobów. Trzecia ekshumacja odbyła się w 1995 roku. Grupa archeologów wykonała wtedy ponad osiem tysięcy odwiertów i odnalazła wszystkie groby. W większości mogił zwłoki  poukładane były w od 5 do 12 warstw. W niektórych grobach ciała były wrzucone do jam bez żadnego ładu. Tak było w przypadku największego grobu, z którego wydobyto ok. 1050 ciał. Z najmniejszego grobu wydobyto ok. 160 zwłok.
W 1969 roku Jurij Andropow, przewodniczący KGB, kazał zatrzeć ślady mordu na Polakach, gdy dzieci znalazły w Piatichatkach groby kilku tysięcy rozstrzelanych oficerów i generałów Polski burżuazyjnej pogrzebanych tam przez NKWD.
17 czerwca 2000 roku w Piatichatkach otwarto Cmentarz Ofiar Totalitaryzmu w Charkowie.
Był to pierwszy cmentarz katyński. Później polskie pomniki wojenne zostały otwarte w Katyniu (obwód smoleński), Miednoje (obwód twerski), Bykowni (obwód kijowski). W głównym budynku pomnika znajduje się pomnik, którym jest Krzyż Virtuti Militari. W pobliżu pomnika postawiono stele z nazwiskami rozstrzelanych przez NKWD w latach 1938–1940. Na cmentarzu Piatichackim pochowano szczątki 4302 polskich jeńców wojennych, w tym 493 oficerów, którzy byli ofiarami tzw. ukraińskiej listy katyńskiej. W 60 mniejszych grobach spoczywają szczątki 2746 byłych obywateli sowieckich różnych narodowości, którzy padli ofiarą NKWD w latach 1937–1938. 
W 2010 roku prezydent RP Bronisław Komorowski odwiedził Charków z okazji dziesiątej rocznicy otwarcia Miejsca Pamięci. 
23 marca 2022 r. pomnik został ostrzelany przez wojska rosyjskie podczas walk o Charków. Według Polskiej Agencji Prasowej w okolicy nie strzelano do celów, co wskazuje na celowy atak na cmentarz. Niektóre tabliczki z nazwiskami zmarłych zostały złamane. Pocisk systemu «Smiercz», najwyraźniej zawierający głowicę kasetową, utknął w jednym z pochówków.